# Kochstein

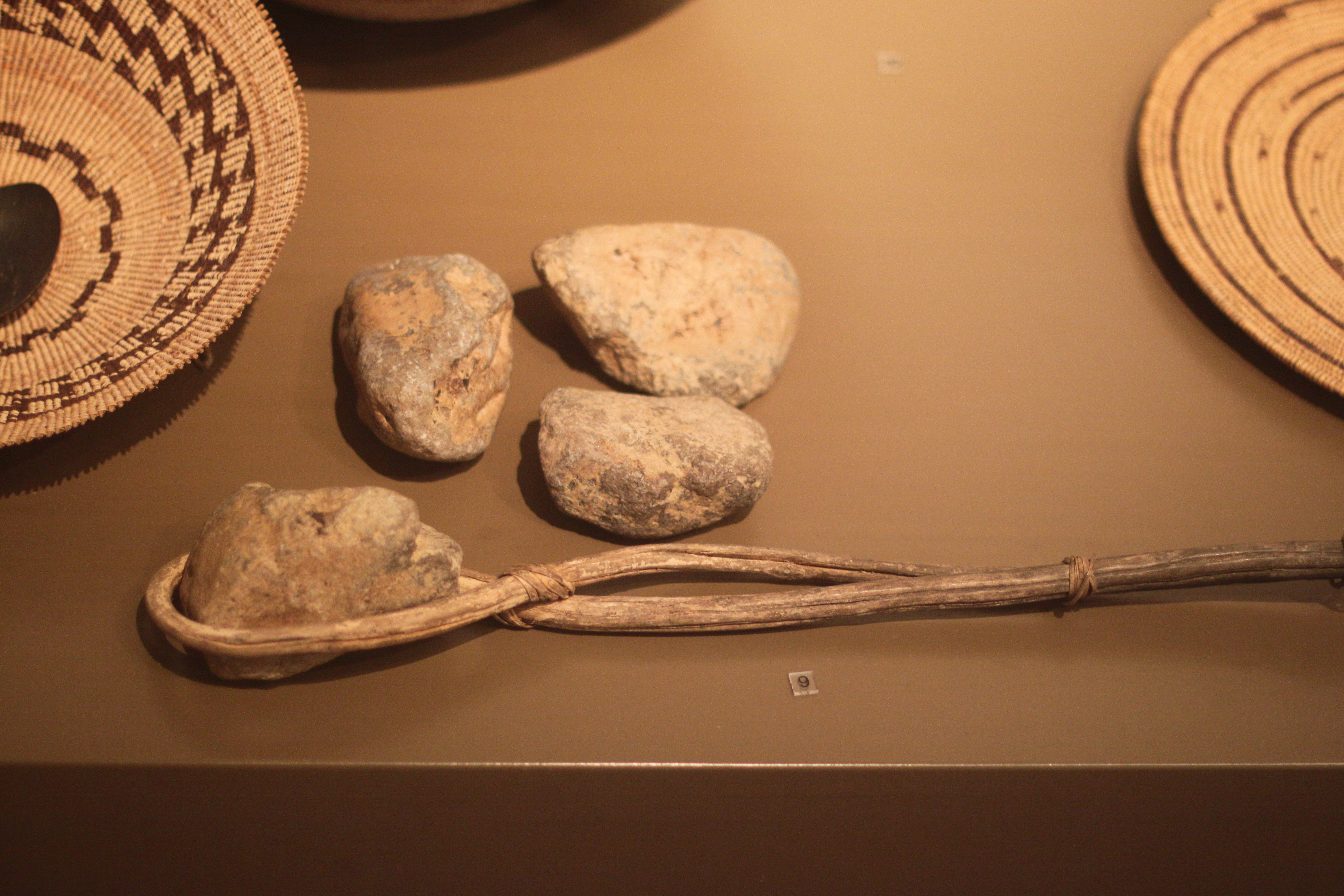
Kochsteine der Miwok mit dazugehöriger Holz-„Gabel“. In den meisten Gebieten Kaliforniens wurde in wasserdichten Körben gekocht. Der Maisbrei wurde mit glühendheißen Steinen erhitzt, die mit der Holz-„Gabel“ immer wieder gegen neue heiße Steine ausgetauscht wurden, bis der Brei oder die Suppe fertig gekocht war.

Als Kochstein bezeichnet man einen Stein, der zur Zubereitung von Speisen verwendet wird, indem man seine Speicherfähigkeit von Wärme-Energie zum Erhitzen der Nahrungsmittel ausnutzt. Kochsteine können für viele verschiedene Zubereitungsarten benutzt werden, die unterschiedliche Ansprüche an Gesteinsart, Form und Größe stellen.
Bereits von steinzeitlichen Siedlungen sind Steine, die zu Küchenzwecken verwendet wurden, in großer Zahl erhalten und können bei Grabungen Auskunft über die Gewohnheiten der damaligen Kulturen geben. Anhand der Gesteinsart und der Abnutzungsspuren lässt sich meist eindeutig erkennen, wozu diese Steine tatsächlich verwendet wurden.
Mit dem Aufkommen von Keramiken und Metallen war Braten und Kochen ohne Steine möglich.

## Formen von Kochsteinen
Eigentliche Kochsteine sind solche, die in einem stark durchgehitzten Zustand in wässrige Flüssigkeiten wie Suppe, Eintopf oder Sirup gelegt, um sie zum Sieden zu bringen. Das Verfahren ist die älteste Form des Kochens mit Wasser und bis heute die einzige praktikable Möglichkeit, flüssige Speisen ohne Behälter oder Elektrizität zum Kochen zu bringen. Es ist in dieser Form noch gebräuchlich. Neben dieser echten Kochform gibt es auch weitere Formen der Zubereitung mit Steinen.
Als Backsteine bezeichnet man Steine, die zum wasserlosen Garen von Speisen verwendet werden, die damit umringt oder eingedeckt werden. Auch diese Verwendungsform ist heute noch gebräuchlich. Der Begriff ist in der deutschen Sprache homonym mit dem Begriff Ziegelstein, der durch Brennen (Backen) aus glasierten Tonen hergestellt wird, aber nicht für die Zubereitung von Speisen verwendet wurde und damit nichts zu tun hat.
Als Bratstein bezeichnet man eine steinerne Unterlage, die in erhitztem Zustand für das Braten von Speisen verwendet wird. Back- und Bratsteine werden in traditionellen Küchen verschiedener Kulturen verwendet und auch in Europa in gastronomischen Einrichtungen als Erlebnis (Heißer Stein) angeboten. Ihnen kommt jedoch im Vergleich zu Kochsteinen, zu denen es vor der Erfindung von Töpfen keine Alternative gab, eine geringere historische Bedeutung zu.

## Vorgeschichtliche Garungsmethoden

### Grillen
Dem Menschen stand in prähistorischer Zeit nur das offene Feuer zur Verfügung, was nur Zubereitungsformen ermöglicht, die heute als Grillen bezeichnet werden. Diese Formen sind wenig aufwendig, eignen sich aber nur für Fleisch, das zudem nur oberflächlich gegart wird, in der Tiefe aber oft roh bleibt, bis die darüber liegenden Schichten freigelegt sind. Ein fortlaufendes Nachgrillen war nötig. Pflanzliche Nahrung kann mit offenem Feuer schlecht oder nicht aufgeschlossen werden. Die Suche nach effektiveren Zubereitungsverfahren brachte als eine der zahlreichen Zwischenstufen zu heute gebräuchlichen Methoden das Backen, Braten und Kochen mit Steinen hervor, das sich als alternative Kochmethode bis zur Antike, durch das Mittelalter hindurch bis in die Neuzeit erhalten hat.

### Grill-Kochen
Als früher Vorläufer der Wasserkochmethoden wird das Grill-Kochen von ganzen Tieren in der eigenen Körperhülle angesehen. Werden Schweine, Affen, Nagetiere usw. in offenes Feuer gelegt, verkohlen Fell und Lederhaut zu einer stabilen Kruste, unter der das Muskelgewebe und die inneren Organe im eigenen Saft zu kochen beginnen. Ebenfalls auf diese Weise kochbar sind Schildkröten und Schalentiere. Hierbei erhitzt der gesamte Körper bis ins Innere und kann danach aufgebrochen und gegessen werden. Bei diesem Verfahren wird die Speise vollständig aufgeschlossen und desinfiziert, doch geht ein Teil des Tieres durch Verkohlung verloren. Je kleiner das Tier, desto schneller kocht der Körperinhalt. Für die reine Ernährungsküche basieren heute noch einige Zubereitungsvarianten von Meerschweinchen in Südamerika auf dieser Methode. Die Spezialitätenküche mancher Traditionen weist zusätzlich noch einige Rezepte mit dieser Zubereitungsform auf.
Eine Weiterentwicklung der Methode stellte dar, das (kleine) Tier (z. B. einen Igel) mit Gras umhüllt  ins Feuer zu geben oder es in Lehm zu packen und die Lehmkugel längere Zeit (je nach Größe beispielsweise zwei Stunden) im Feuer zu belassen und sie anschließend aufzuklopfen.

### Entwicklung und Verwendung von Kochsteinen
Wie das Grillen ist auch das Backen ohne Zwischenspeicherung von Wärmeenergie durch Kontakt mit direkt erhitzter Luft möglich. Backsteine können je nach Tradition zusätzlich oder alternativ verwendet werden. Braten und Kochen hingegen waren ursprünglich nur mit Steinen möglich, weil keine anderen feuerbeständigen Materialien verfügbar waren, aus denen sich Gefäße oder Unterlagen fertigen ließen.
Mit den ersten Wasserkochverfahren, die Kochsteine verwendeten, gelang es zudem, pflanzliche Gewürze und Speisezutaten effektiv aufzuschließen und eine echte Küche zu entwickeln. Suppen- und soßenartige Zubereitungen sowie gekochte Pflanzenauszüge wie Tees waren ursprünglich nur mit Kochsteinen möglich. Von allen Zubereitungsarten ist das Kochen am vielseitigsten und universell für jeden Nahrungstyp einsetzbar. Im Gegensatz zu den anderen Verfahren ermöglichte Kochen mit Steinen auch erstmals ein sicheres und vollständiges Abtöten von Krankheitserregern und Parasiten bis in tiefe Schichten.
Kochen im heutigen Sinn, das mit jeder Form der Nahrung möglich ist, erfordert heißes Wasser über einen ausreichend langen Zeitraum, in dem die Zutaten schwimmen können. In steinzeitlichen Gesellschaften wurden weltweit Wasser und Speisezutaten in Boden- oder Steinmulden verbracht und mit erhitzen Kochsteinen gegart. Dies war die einzige Möglichkeit des Wasserkochens, mit dem sich schwer aufschließbare Nahrungen wie Knochen, zellulosehaltige Früchte, Wurzeln sowie Trockenspeisen (Leguminosen) kochend zubereiten ließen. Für trockene Pflanzen war alternativ noch das Zermahlen zu Mehl verfügbar, das zur Herstellung von Gebäcken verwendet werden konnte.
Die Verwendung von Kochsteinen trat in fast allen Kulturen auf und zieht sich teilweise bis in technologisierte Entwicklungsstufen. Weil jedoch nur wenige Gesteinsarten für das Kochen geeignet sind bzw. länger verwendet werden können, galten Kochsteine in Regionen, die keine natürlichen Vorkommen geeigneter Gesteine haben, als Familienbesitz und Werkzeug. Sie wurden vererbt und gehandelt.
Erst in jüngster Zeit, nach der Erfindung des Tauchsieders war es überhaupt möglich, Wasser ohne Speichermedium in Mulden zu erhitzen, doch diese Technik wird in industrialisierten Ländern nicht zum Kochen von Speisen verwendet. Elektrische Heizgeräte werden in Verbindung mit Gefäßen benutzt. Durch die Erfindung von Töpfen und Kesseln ist das wasserbasierte Kochen mit Steinen insgesamt in den Hintergrund getreten bzw. nur bei speziellen gastronomischen Zubereitungen gebräuchlich. Dies hat neben praktischen auch geschmackliche Gründe. In manchen Gegenden werden Kochsteine noch als traditionelle Zubereitungsart verwendet, die gelegentlich praktiziert wird. Auch die Abwandlung des Verfahrens kommt vor. So werden in China heute Kochsteine industriell aus Granulaten zu Hohlkörpern gesintert, mit Kohle befüllt und als Wegwerfartikel zum Betrieb spezieller Tischöfen in Größenordnungen verkauft, die mitunter Probleme bei der Müllverbrennung verursachen können.

### Entwicklung und Verwendung von Backsteinen
Das wasserlose Backen von Fleisch und Gemüsen in seiner heutigen Form erfordert einen Ofen, in dem hohe Luft-Temperaturen über eine längere Zeit gehalten werden können. Der Bau von direkt beheizbaren Öfen ist aufwändig und erfordert Erfahrung und Ortsansässigkeit. Älter und weltweit verbreitet waren die einfacheren Erdöfen, die sich überall anlegen lassen, teilweise heute noch gebräuchlich sind und auch in industrialisierten Ländern für spezielle Speisen verwendet werden. Die ursprüngliche Entwicklung des Ofens geht auf natürliche oder angelegte Hohlräume in Felswänden oder Böden zurück, in denen Feuer entfacht wurde. Nur einige Konstruktionen funktionieren mit Backsteinen, die meisten Ofentypen können ohne Zwischenspeicher verwendet werden.
Beim Backen mit Backsteinen werden die Nahrungsmittel mit stark erhitzten Stücken eingehüllt, entweder als Haufen auf ebener Erde, der zu einem nur einmal benutzbaren Ofen gestaltet wird, oder in Einbettungen in Mulden. Die verwendeten Gesteinsarten unterscheiden sich erheblich von denen der Kochsteine und stellen geringere Anforderungen. Es sind fast alle Gesteine zum Backen verwendbar, weshalb die regional verfügbaren Gesteine verwendet werden konnten. Sie wurden deshalb auf Wanderungen nicht mitgeführt und in vielen Fällen nur einmal verwendet. Splitterung und Abrieb ist bei dieser Zubereitungsform nicht problematisch.
Im Erdboden ist feuerloses Backen möglich, wenn viele heiße Backsteine zu einem Bett geformt werden, auf das die Speisen gelegt und mit Erdraum, Pflanzenteilen oder weiteren Backsteinen abgedeckt werden. Das Auswechseln abgekühlter Steine während des Backvorgangs ist hierbei nicht oder schwer möglich. Je nach Konstruktion können Backsteine auch durch ein direkt über der Mulde angelegtes Holzfeuer erhitzt werden, das nach dem Niederbrennen entfernt wird.
Bis heute ist dieses Verfahren alternativ zu moderneren Zubereitungsformen z. B. in der Karibik und Südamerika gebräuchlich, wo sie traditionell zu Festlichkeiten eingesetzt wird. Ursprünglich lebende Aborigines in Australien verwenden bis heute unterschiedliche Formen von Erdöfen, bei denen je nach Konstruktionsprinzip auch Backsteine zur Wärmespeicherung verwendet werden.

### Braten auf Stein

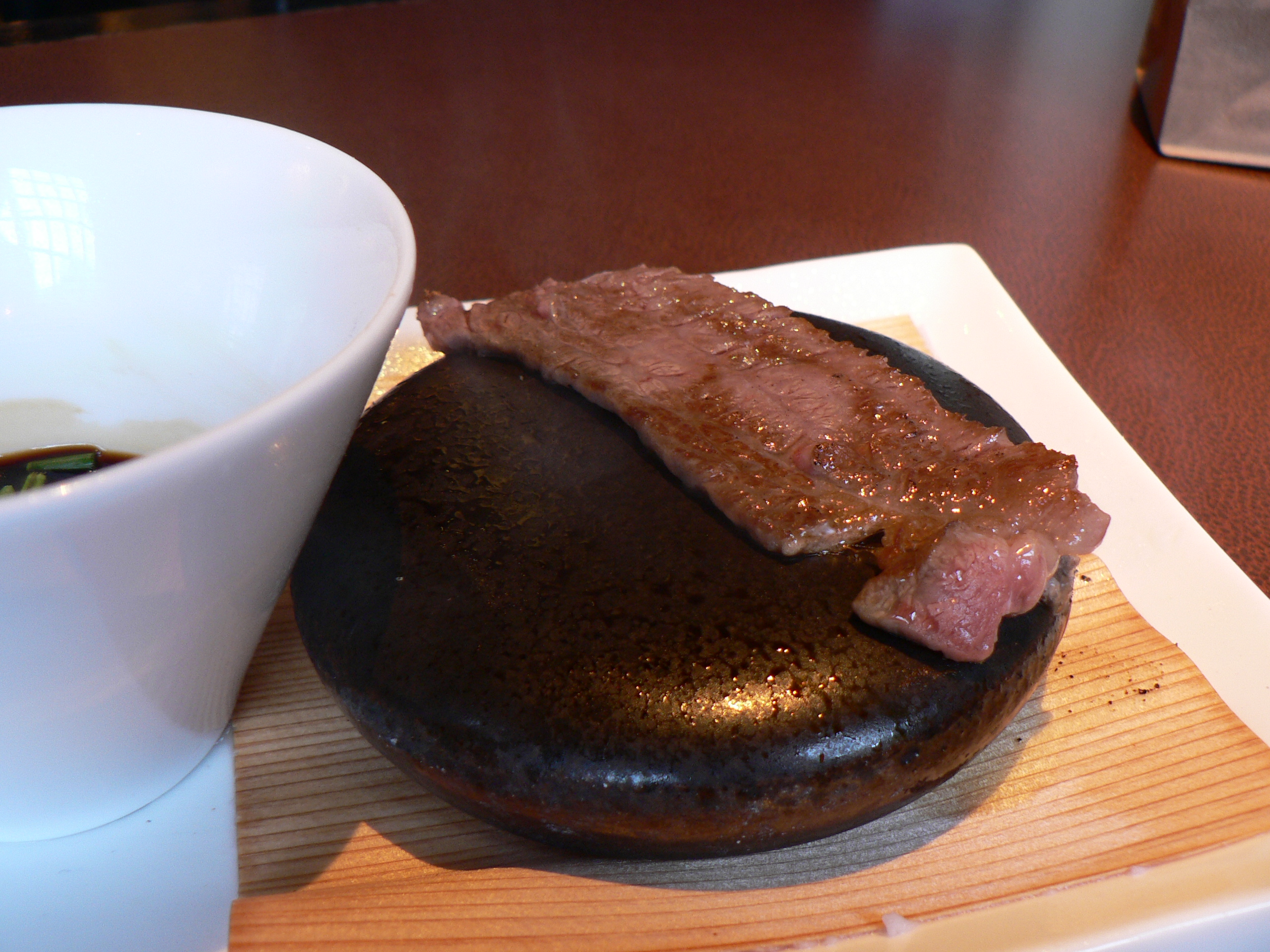
Japanische Fleischzubereitungsart

Braten geht ebenfalls auf steinzeitliche Verfahren zurück, bei denen Speisen auf heißen Steinen zubereitet wurden, die oft konkav geformt waren. Auch hierbei bekommt das Fleisch keinen direkten Feuerkontakt und kann in Fett bzw. in einer Soße liegen (Sotten und Schmoren). Bratsteine sind oft größer als die anderen und weisen eine flache Form auf. Dieses Verfahren benötigt ein lange brennendes Feuer, ist energetisch ungünstig und entwickelt sich später zum Kochherd und zur Bratpfanne weiter.

### Weitere Zubereitungsvarianten
Steine lassen sich generell auf vielfältige Weise als Wärmelieferanten verwenden. Als eine abgewandelte Mischform zwischen Kochen, Backen und Braten kann die Verwendung von geflochtenen Kochkörben angesehen werden, in die Speisen und (kleinere) Kochsteine gelegt wurden. Unter Schütteln oder Rühren werden die Lebensmittel durchgegart, erhitzt oder warm gehalten. Auch das Ausfüllen von Tieren mit vielen kleineren Kochsteinen lässt diese von innen her durchgaren.
Kochsteine fanden auch als Wärmespender für fertige Speisen Verwendung oder können ausgekühlte Speisen erneut vorwärmen oder warmhalten. Sie wurden dazu in geflochtene Vorratskörbe, aber auch in tierische Behältnisse wie Mägen, Blasen usw. eingelegt.

## Funktionsprinzip Kochstein
Der Stein wird über offener Flamme, in Glut oder auf andere Weise stark erhitzt und in diesem Zustand in Wasser gelegt. Er gibt die gespeicherte Wärme an das Wasser ab und bringt es zum Sieden. Kochsteine müssen groß genug sein oder in ausreichender Zahl verwendet werden. Soll das Wasser über längere Zeit kochen, müssen die Steine gewechselt werden. Die bei Grabungen entdeckten Kochsteine sind zwischen Faust- und Kopfgröße.
Viele kleine Steine lassen sich schneller erhitzen, geben ihre Energie jedoch auch schneller an das Wasser ab. Große Steine müssen unter Umständen viele Stunden vorgeheizt werden, können aber eine Suppe lange am Kochen halten.
Werden Kochsteine über offenem Feuer oder in Glut erhitzt, nehmen sie an ihrer Oberfläche Stoffe an, die in die Suppe übergehen und zum Geschmack beitragen. Dieser Effekt ist von der Gesteinsart unabhängig und wird durch das Feuer und die Brennstoffe beeinflusst. Zusätzlich nehmen alle Steine durch thermische Abnutzung und Abrieb auch einen geschmacklichen Einfluss, der mit der Gesteinsart zusammenhängt und nicht vermieden werden kann.

### Effektivität
Kochsteine können eine erhebliche Menge Wärmeenergie speichern und geben diese über einen viel längeren Zeitraum ab als vergleichbare Massen aus Metall. Sie müssen allerdings lange geheizt werden und nehmen jene Temperaturen an, die an der Stelle vorherrschen, an der sie liegen. Gebräuchlich ist die Lage in Glut, direkt in den Flammen oder oberhalb der Flammen auf Platten oder Stangen. Im oberen Bereich der Flammen ist die Heizwirkung am größten. Die von den Steinen angenommenen Temperaturen sind je nach Methode unterschiedlich, bringen die Steine jedoch nicht zum Glühen.
Stehen genügend Kochsteine zur Verfügung, sind sie groß oder können sie ständig ausgetauscht und nacherhitzt werden, ist es beispielsweise möglich, am Rande stehender Gewässer zu kochen. Ein Ring aus heißen Steinen, die reihum ausgewechselt werden, kann das Wasser beliebig lang am Kochen halten. Abgeschlossene kleine Erdmulden sind jedoch effektiver. Die Yanomami-Indianer am Amazonas graben in Ufernähe ein Loch, das mit Bananenblättern ausgekleidet und zum Garen mit heißen Kochsteinen bestückt wird.

### Gesteinsart
Grundsätzlich eignen sich alle Steine zur Wärmespeicherung und zum Kochen von Wasser, doch die weitaus meisten Gesteinsarten sind aus chemischen und materialtechnischen Gründen für die Zubereitung von Speisen nicht geeignet, da sie entweder zerfallen oder Substanzen an die Speisen abgeben, die den Geschmack verfremden oder ungenießbar machen. Hierunter fallen alle Sedimentgesteine wie Keuper-, Kalk- oder Sandsteine, mit denen sich keine Speisen kochen lassen. Der Abrieb von Kalkstein kann aber bei manchen Speisen oder Getränken auch erwünscht sein, wie beispielsweise beim Steinbier, einer seltenen Spezialität mit einem typisch markanten, herben Geschmack, der zum Teil auf gelöste Kalke zurückgeht.
Ebenfalls zum Kochen ungeeignet sind Steine, die beim Erhitzen oder Abschrecken in kälterem Wasser splittern und zerfallen. Darüber hinaus sind Steine ungeeignet, die nicht lange genug halten. In Kulturen, die nicht ortsansässig waren, mussten Kochsteine auf Wanderungen mitgeführt werden und konnten im Verlustfall nicht ersetzt werden. Gute Kochsteine stellten in vielen Kulturen einen erheblichen Wert dar.
Zum Kochen eignen sich vor allem metamorphe Gesteine, Granit und Kieselsteine vieler Varianten. Auch Basalt ist sehr gut geeignet und weitgehend geschmacksneutral. Von den meisten Kulturen wurden Gesteinsarten bevorzugt, die den geschmacklichen Einfluss gering halten.
In steinarmen Regionen, wie Flussmündungen, wurden auch gebrannte oder luftgetrocknete Bällchen aus Ton oder Löss für denselben Zweck verwendet. Diese Kochbällchen sind typische Artefakte aus der archaischen Periode im Unterlauf des Mississippi Rivers und den angrenzenden Teilen der Küste des Golf von Mexiko. Besonders ausgeprägte Formen sind das Typmerkmal der Poverty-Point-Kultur am Ende der archaischen Periode im Norden Louisianas, wo sie als Poverty Point Objects bezeichnet werden.

## Archäologische Fundstücke
Kochsteine werden in archäologischen Grabungen als Fundobjekte erkannt, wenn sie durch den Einfluss der Hitze im Feuer verändert wurden. Solche Merkmale können in Verfärbungen bestehen, im Auftreten von Haarrissen oder kleinen mehr oder weniger gleichmäßig verteilten Abplatzungen, die auf Englisch als pocking bezeichnet werden. Im Extremfall werden die Steine durch die Temperaturunterschiede beim Erhitzen oder Abkühlen mürbe und zerspringen. Experimentelle Archäologie kann durch praktische Versuche ermitteln, welche Kochmethoden unter Verwendung von Kochsteinen welche Veränderungen an Steinen hervorrufen, und so Aussagen über prähistorische Kulturen auch dann machen, wenn nur die Steine überdauert haben.